# Arik Smith
Arik Smith (Bakersfield, 9 dicembre 1993) è un cestista statunitense.

## Palmarès
- Campionato slovacco: 1

Inter Bratislava: 2018-2019